# PlayCable
Introdotto nel 1981, PlayCable: The All Game Channel era un sistema che abilitava operatori locali a inviare videogiochi Intellivision via cavo col segnale TV. I sottoscrittori usavano un convertitore speciale per scaricare i giochi da usare sulla loro console. Pur essendo molto popolare nelle aree dove fu introdotto, il PlayCable fu dismesso nel 1983.
La PlayCable Company fu una joint venture di Mattel e General Instruments, la compagnia che aveva disegnato il chipset dell'Intellivision. Le unità stesse furono prodotte dalla Divisione Jerrold di GI, che fornisce convertitori per TV via cavo.
Il PlayCable riprendeva lo stile dell'Intellivision originale. Si inseriva nello slot cartucce e si collegava alla TV via cavo. All'accensione, lo schermo mostrava parecchie pagine di menu, mostrando i giochi disponibili. Erano disponibili venti titoli alla volta, che ruotavano mensilmente. Il codice software del gioco, una volta scelto, veniva trasmesso alla memoria del PlayCable (in circa 10 secondi). L'Intellivision avrebbe poi letto la memoria del PlayCable come se fosse una cartuccia di gioco.
Parecchi fattori contribuirono alla scomparsa del sistema:
- il PlayCable conteneva una memoria insufficiente per scaricare i giochi più grandi (8K ed oltre) introdotti nel 1983. Il sistema avrebbe dovuto aggiornarsi o limitarsi ai giochi più vecchi.
- Dato che il numero crescente di canali che i sottoscrittori domandavano, la maggior parte degli operatori via cavo ritennero che riservare della banda per il PlayCable non valesse la partita (specie se si considera l'investimento hardware necessario per provvedere il servizio).
- Almeno due persone, Joe Jacobs e Dennis Clark, riuscirono ad usare il PlayCable come un sistema di sviluppo per Intellivision estremamente economico. Collegando un PC ad un PlayCable, essi riuscirono a decodificare il software EXEC ed iniziarono a scrivere i propri giochi. Furono messi sotto contratto da Mattel per curare la conversione del gioco Bump 'n' Jump. Ma i dirigenti furono spaventati dal fatto che PlayCable avrebbe reso troppo facile per le piccole società entrare nel business dei giochi per Intellivision.

I sottoscrittori affittavano le unità PlayCable dalle società televisive via cavo. Quando il sistema fu dismesso nel 1983, le unità dovettero essere restituite.